# Bhangar Raghunathpur
Bhangar Raghunathpur è una suddivisione dell'India, classificata come census town, di 5.009 abitanti, situata nel distretto dei 24 Pargana Sud, nello stato federato del Bengala Occidentale. In base al numero di abitanti la città rientra nella classe V (da 5.000 a 9.999 persone).

## Geografia fisica
La città è situata a 22° 30' 16 N e 88° 36' 23 E.

## Società

### Evoluzione demografica
Al censimento del 2001 la popolazione di Bhangar Raghunathpur assommava a 5.009 persone, delle quali 2.558 maschi e 2.451 femmine. I bambini di età inferiore o uguale ai sei anni assommavano a 782, dei quali 400 maschi e 382 femmine. Infine, coloro che erano in grado di saper almeno leggere e scrivere erano 2.966, dei quali 1.658 maschi e 1.308 femmine.